# Absis de la Seu d'Urgell
Les pintures al fresc de l'absis de la Seu d'Urgell és un conjunt pictòric que es troba a l'església de Sant Miquel, abans coneguda com a Sant Pere. Aquesta església forma part del conjunt catedralici de la Seu d'Urgell i, concretament, se situa a la vora de l'església de Santa Maria i el seu claustre.
Es tracta d'unes pintures d'estil romànic que daten del segon quart del segle xii i que són atribuïdes al Mestre de la Seu d'Urgell. Avui dia, gràcies a l'adquisició per part de la Junta de Museus en la campanya de 1919-1923, les pintures es conserven al Museu Nacional d'Art de Catalunya (MNAC).

## Història

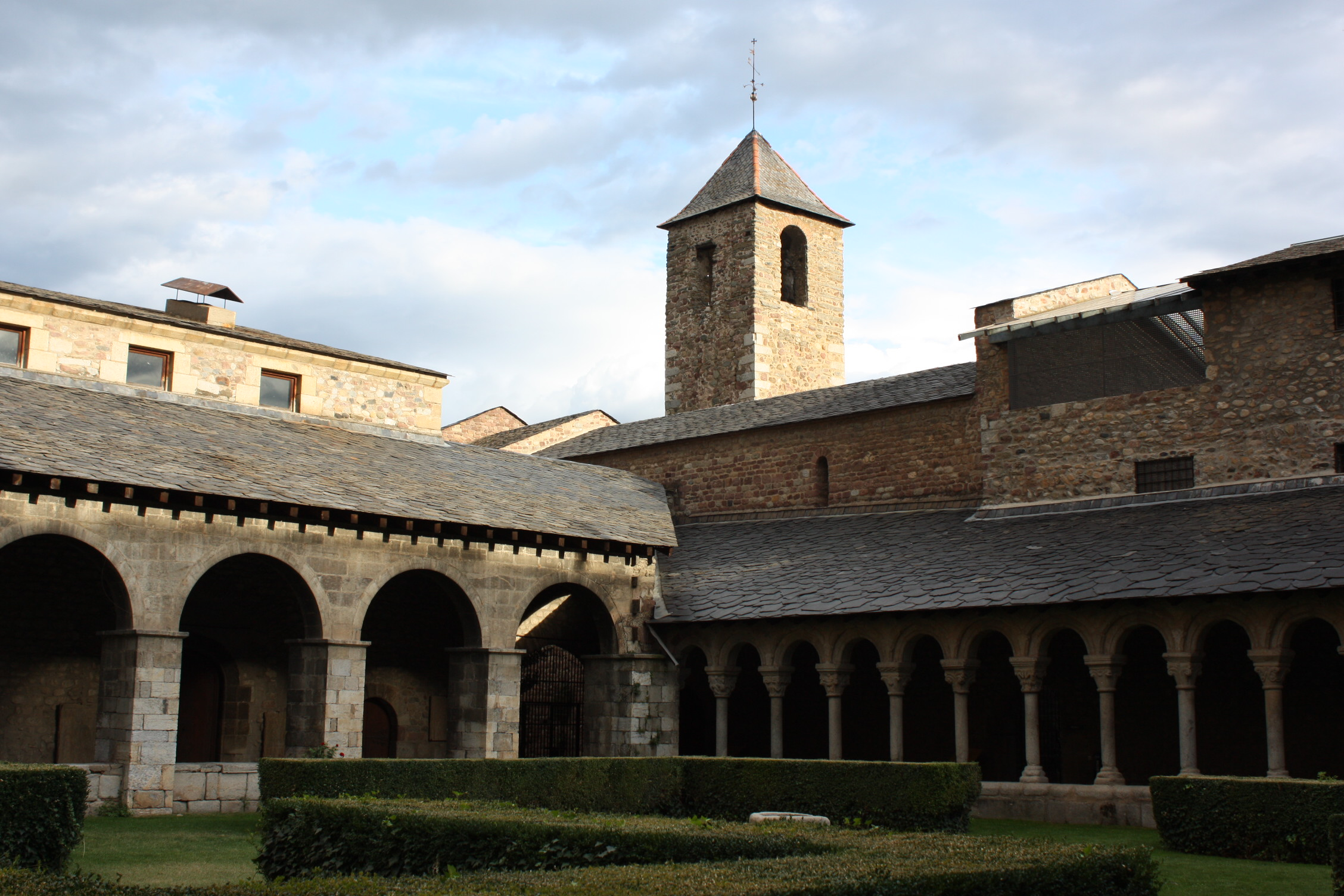
Exterior de Sant Miquel de la Seu d'Urgell

L'església de Sant Miquel (abans coneguda com a Sant Pere) pertany al conjunt episcopal de la Seu d'Urgell i que és just a la vora de l'església de Santa Maria. La construcció va començar al segle xi. Tot i això, el procés des de la cessió del terreny fins a l'acabament va ser llarg, sense esmentar les posteriors restauracions que hi ha hagut.
Els primers testimonis d'aquesta església daten de l'any 840, quan el bisbe Sunifred va llegar una part de terreny a l'església de Santa Maria de la Seu d'Urgell. Al 993 que es torna a tenir notícies de l'església i el terreny abans llegat, quan apareix un testimoni d'una donació testamentaria a nom de Borrell II. A partir d'aquest moment les notícies de l'obra Sant Pere no seran clares, només se'n conserven alguns llegats testamentaris més.
Al llarg dels anys continuaran sent vigents els llegats testamentaris per a l'obra de l'església de Sant Pere, entre els quals cal destacar el de 1010 pel bisbe Sal·la i el 1033 pel bisbe Ermengol. L'any 1119 en el testament de Ramon Bernat hi ha notícia d'un deixa econòmica per a la restauració de l'església. Des d'aquest moment fins al segle xiv es continuen rebent diverses donacions que van culminar en la donació de l'església de Sant Pere a la comunitat de Sant Domènec, a causa d'aquest pas què l'església passarà a tenir la nova advocació de Sant Miquel a part de la de Sant Pere.
L'església de Sant Miquel, abans Sant Pere, és un edifici romànic d'una sola nau amb un transsepte que obre a tres absis semicirculars, és en l'absis central en el qual es van trobar unes pintures murals. Actualment, l'estat de conservació es força bo gràcies a les restauracions realitzades al segle xx.
Quant a les pintures, se sap que són posteriors a l'obra de l'edifici original i que són atribuïdes al taller del mestre d'Urgell.
Cal remarcar que l'estat de conservació de les pintures era més dolent, només se'n conserven la part de la conca i la part inferior d'aquesta. Per això es va decidir d'arrencar-les i conservar-les al museu al Museu Nacional d'Art de Catalunya (MNAC). La Junta de Museus va adquirir les pintures en la campanya de 1919-1923, i les va donar al Museu Nacional d'Art de Catalunya (MNAC).

## Taller i influències
El conjunt monumental de les pintures s'han atribuït al taller del Mestre d'Urgell, identitat del qual encara és desconeguda, però del qual s'han conservat i atribuït diverses obres que responen als mateixos paràmetres.
Aquest gran conjunt artístic es caracteritza per la paleta cromàtica que utilitza i que evoca directament a la pintura francesa, és per això que s'han relacionat retaules com el de Tavèrnoles, el qual es conserva juntament amb les pintures al Museu Nacional d'Art de Catalunya (MNAC). A més a més, l'autor del conjunt pictòric té un tractament naturalista, tot i que continua estant dins dels paràmetres estilístics en els quals es troba l'obra. Estilísticament, cal remarcar que el mural es va fer sota la influència d'estils diversos procedents tant de la Llombardia, com d'Occitània i el Peitieu. La relació amb la pintura romànica catalana s'ha de cercar en la pintura sobre taula, per exemple en els frontals d'altar de la seu d'Urgell, d'Ix i en el de Tavèrnoles, —exposat, precisament, al MNAC junt amb aquest absis.
Tot i que té aquest lligam amb la pintura francesa, la Seu d'Urgell es caracteritza principalment per l'influència que ve directa de Roma. Les pintures es daten en el segon quart del segle xii, i coincideixen amb l'episcopat de Sant Ot (1095-1122), personalitat que va estar molt lligada al papat i la reforma i que va anar a Roma al costat d'Urbà II.
Cal remarcar l'excel·lència del tractament del dibuix geometritzant dels diversos elements que configuren el conjunt pictòric. Aquest tractament geomètric fa possible ressaltar la simetria inclús davant de les dificultats que presenta la curvatura de la conca absidal. Endinsant-se en els diversos elements que configuren l'obra, cada un ha arribat a agafar influències o crear relacions estilístiques amb altres obres. Per exemple la imatge de la mare de Déu en referència a l'Apocalipsi, aquesta imatge només està en el conjunt pictòric de l'església de Sant Miquel de la Seu d'Urgell (abans Sant Pere de la Seu d'Urgell) i en l'altar portàtil de Begon del tresor de Santa Fe de Conques.
També podem apreciar connexions i influències amb els colors utilitzats, com per exemple en la gresca que separa el nivell superior de l'inferior de l'absis. En aquesta mena de llinda s'ha realitzat una alternació de color sobre un fons fosc que té una clara connexió amb l'absis de Pedret.

## Descripció iconogràfica
El conjunt pictòric es representa una teofania en la qual es pot identificar diverses lectures. Aquestes van des de la representació del pantocràtor i els símbols de l'Apocalipsi fins als actes Apostòlics. És a dir, tenim una gran teofania dels llibres de l’Evangeli i l’Apocalipsi.

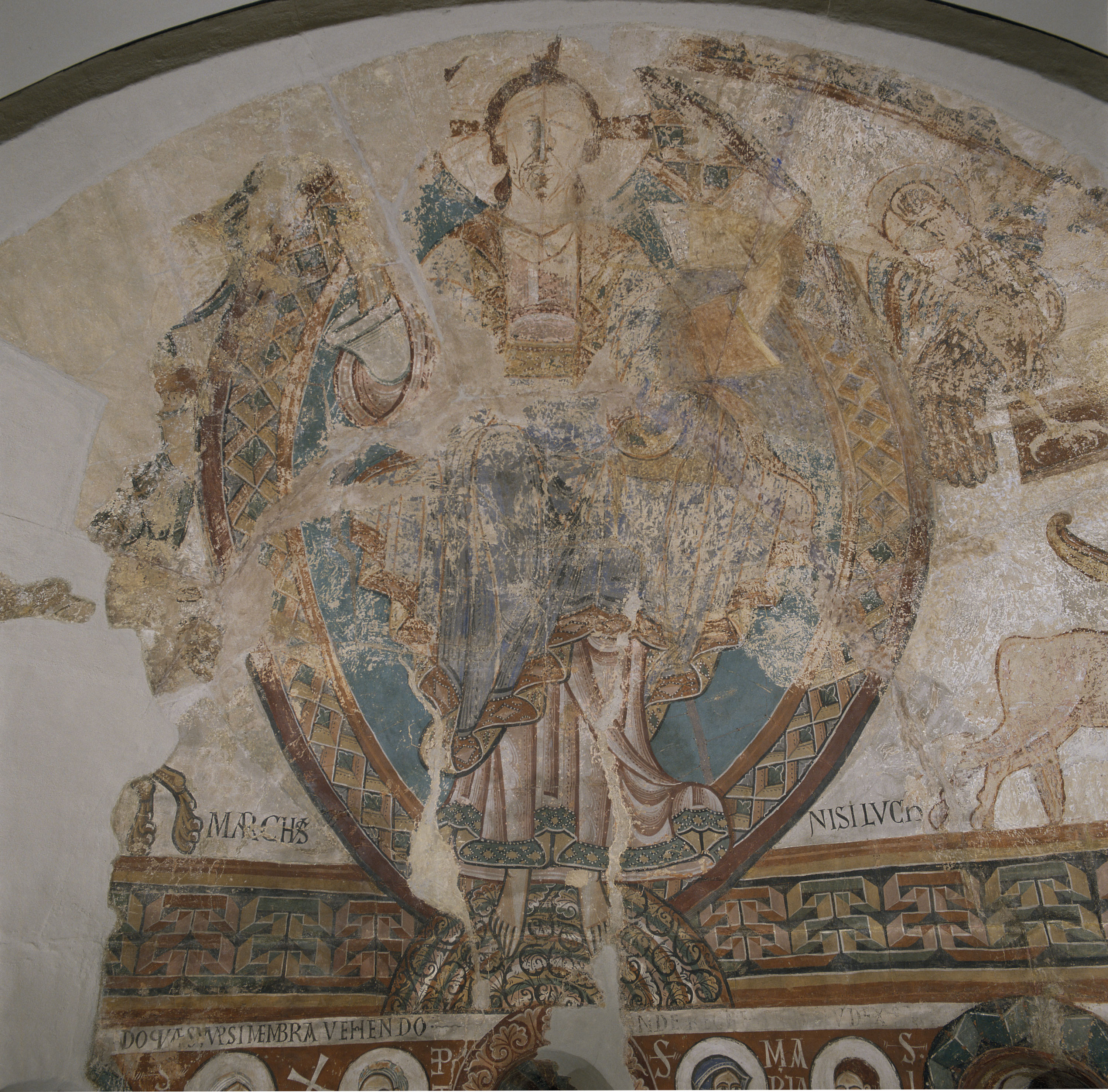
Conca de l'absis de Sant Miquel de la Seu d'Urgell

A la part de la conca de l'absis, just a la part central hi ha un pantocràtor de grans dimensions envoltat per una màndorla ricament decorada amb motius geomètrics. Es tracta de la imatge de Crist que vesteix una túnica molt ampla i un mantell de color blau amb les vores decorades amb un estil de sanefa. Aquest Crist repeteix la imatge tradicional del pantocràtor, està coronat per un nimbe crucífer, amb una mà subjecta el llibre i amb l'altra mostra el símbol de la benedicció. Tota la imatge del pantocràtor es troba dins de la màndorla, llevat dels peus que sobresurten i reposen en una mena de semicercle amb decoració floral. Cal remarcar que en aquesta imatge de Crist no queda clar si la seva imatge es troba dret o sedent, una imatge que respon a un caràcter estilístic més clàssic. Es tracta d'una escena que evoca l'ascensió de Crist
La màndorla presenta una paleta de colors blava que té una connexió simbòlica amb la mateixa imatge que es representa a dins, la Majestat del Senyor, al pantocràtor.
Al voltant del pantocràtor es troben els símbols dels evangelistes, dels quals només en queden l'àguila de Joan i el bou de Lluc. A més a més, a tots dos costats inferiors de Crist hi ha dues inscripcions, aquestes inscripcions són les que identifiquen al tetramorf. En aquest nivell superior és on es troben els símbols apocalíptics, es tracta dels quatre animals de l'apocalipsi de la visió d'Isaïes.
Aquest nivell superior es troba separat del nivell inferior amb una mena de llinda amb decoració geomètrica que presenta una alternació de colors vermells i verds amb un fons més fosc.

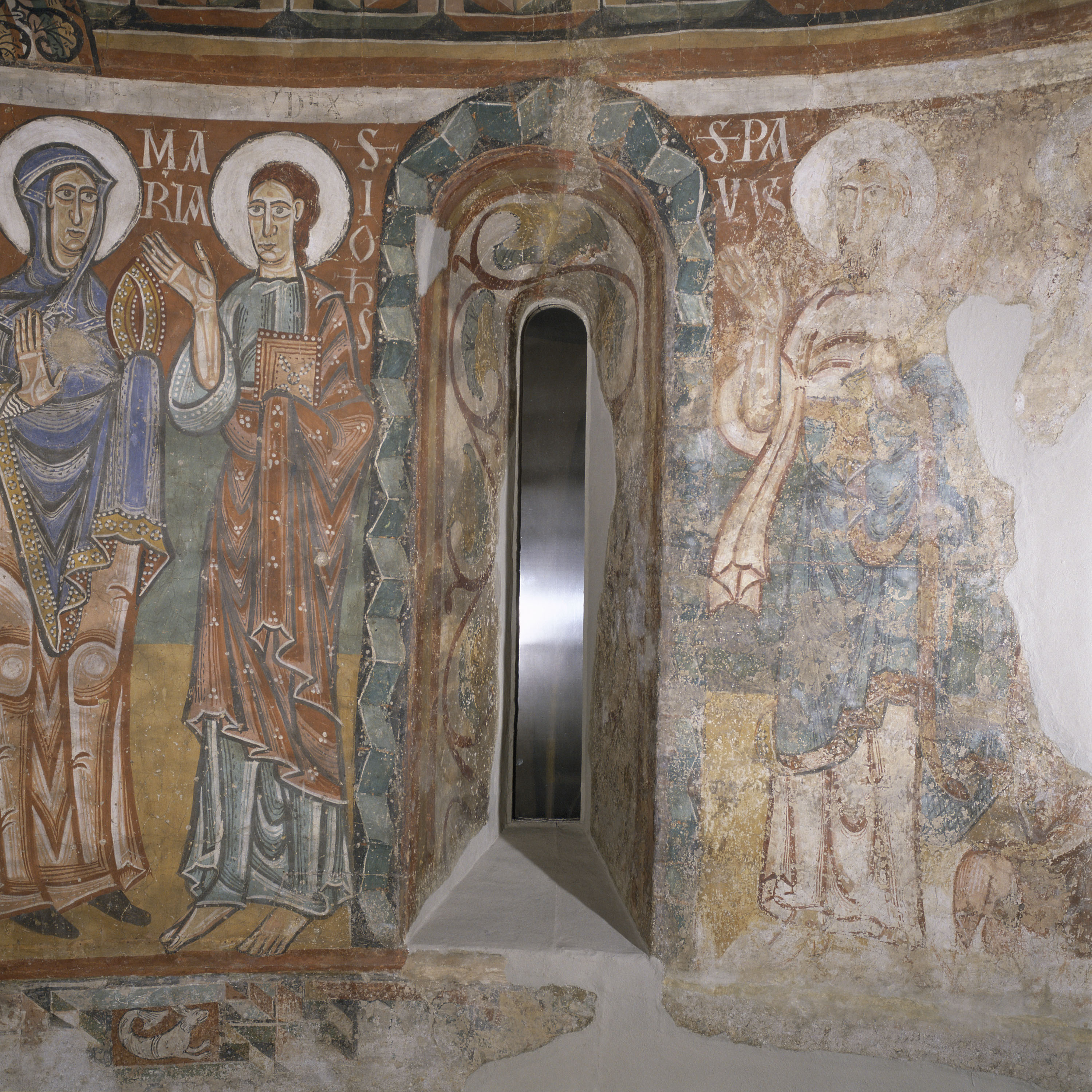
Absis de la Seu d'Urgell, nivell inferior

A la part inferior, en primera instància, hi ha una petita franja on hi ha unes inscripcions que fan referència a l'ascensió de Crist i de com tornarà com a jutge.
Tot seguit de nou hi ha un conjunt de diverses figures, aquestes figures es distribueixen en parelles de dues separades per les finestres que s'obren a l'exterior, finestres que estan decorades i envoltades per motius geomètrics i florals.
Quant a les figures, hi ha els apòstols, però en aquesta franja no es conserven totes les figures. Entre les imatges que es poden identificar hi ha Andreu i Pere com a primera parella del conjunt, el primer d'aquest dos subjecta una creu (una influència molt llombarda) i el segon les claus del regne. Seguint a aquesta parella hi ha la mare de Déu amb una corona (fa referència a l'apocalipsi) i al seu costat està Joan (amb el llibre de l'Evangeli).
La darrera parella que es conserva i es pot identificar pertany als personatges de Pau i Jaume. Al llarg de tot el conjunt de parelles podem veure com hi ha diverses inscripcions que serveixen com a identificació de cada personatge.
Tot i que no es conserva tot el conjunt pictòric, diversos estudis han donat peu a veure com podria estar decorat la resta de l'absis. S'ha pogut veure que la part baixa hauria d'estar decorada amb una mena de cortinatges figurats.

## Aspectes tècnics/artístics
Es tracta d'una obra que presenta una gran excel·lència en la tècnica del fresc amb un gran domini del dibuix i les formes geomètriques que aconsegueixen adaptar-se a la forma de l'absis i donar un aspecte amb tendència naturalista. Destaquen per la brillantor els colors utilitzats en aquest conjunt pictòric, s'hi veu un gran domini de colors com el blau i el vermell en diferents tonalitats. Aquest joc de colors i tonalitats té sempre una preparació lineal de sanguina, és a dir, té un dibuix lineal previ que posteriorment agafa protagonisme gràcies a la utilització del color negre per definir les figures.